# Alekszandr Geljevics Dugin
Alekszandr Geljevics Dugin (oroszul: Александр Гельевич Дугин; Moszkva, 1962. január 7. –) szélsőjobboldali orosz teoretikus, az eurázsianizmus továbbfejlesztője, egyfajta orosz fasizmus híve.
Orosz és külföldi politikai elemzők nagy része szerint jelentős a befolyása Vlagyimir Vlagyimirovics Putyin orosz elnökre és politikájára, mások ezt tagadják. Hivatalos kapcsolata nincs az orosz kormányzattal, de a média gyakran hivatkozik rá  „Putyin agyaként”.

## Élete és munkássága
Apja a szovjet katonai hírszerzés vezérezredese, a jogtudományok kandidátusa, anyja az orvostudományok kandidátusa volt. Apja az ő három éves korában elhagyta a családot, de biztosította anyagi jólétüket és támogatta fiát, amikor az időnként összeütközésbe került a törvénnyel.
1979-ben kezdett tanulni a Moszkvai Repülési Intézetben (Московский авиационный институт, МАИ), de hamarosan kizárták onnan.
1980-ban Dugin csatlakozott Juzsinszkij-kör (Южинский кружок) elnevezésű avantgárd csoporthoz, ami sátánizmussal, ezoterikus nácizmussal és az okkultizmus más formáival is foglalkozott. A csoporton belül úgy ismerték, mint aki a szovjet nevelése elleni tiltakozásképpen fordult a nácizmus felé, nem pedig Adolf Hitler iránti szimpátia miatt. Felvett egy alteregót Hans Sievers névvel, utalva Wolfram Sieversre, paranormális jelenségek náci kutatójára, akit emberkísérletek miatt végeztek ki a második világháború után.
Önállóan tanulva sajátította el az olasz, német, francia, angol és spanyol nyelveket. Nagy hatással volt rá René Guénon francia misztikus író és a tradicionalista iskola. A Lenin Könyvtárban felfedezte Julius Evola olasz ezoterikus filozófus, szélsőjobboldali ideológus írásait és az ő Imperialismo pagano (Pogány imperializmus) című, a kereszténységet fasiszta alapról támadó könyvét lefordította oroszra.

## Politikai tevékenysége
Az 1980-as években Dugin rendszerkritikus, antikommunista „disszidens” érzelmeket vallott és újságíróként tevékenykedett. Már a rendszerváltás előtt, 1988-ban bekapcsolódott a politikába és barátjával, Gejdar Dzsahidovics Dzsemal oroszországi iszlám politikussal együtt csatlakozott az ultranacionalista és antiszemita Pamjaty csoporthoz. A kilencvenes évek elején egy ideig közel állt Gennagyij Andrejevics Zjuganovhoz, aki újjáalakította Oroszország kommunista pártját. 1993-ban Eduard Venyiaminovics Limonovval együtt megalapította a Nemzeti Bolsevik Pártot, amit aztán 1998-ban belső viták miatt elhagyott.

## Író, újságíró
Dugin 1997-ben publikálta A geopolitika alapjai. Oroszország geopolitikai jövője című művét, az új eurázsianizmus alapvetését, ami zajos sikert aratott. Számos kiadásban jelent meg, egyetemi tankönyvként is használták, állítólag az orosz hadseregben is. A könyvben megjelentetett elméletek nagy visszhangot keltettek a nyugati politológusok körében. 1997-ben egy cikket is megjelentett Határtalan és vörös fasizmus címmel. Ebben kifejtette, hogy a nemzeti kapitalizmus, az orosz fasizmus létrehozásával kell megakadályozni a rasszista német típusú nemzetiszocializmus létrejöttét. Az orosz fasizmus a nemzeti konzervativizmus és az igazi változások iránti szenvedélyes vágy kombinációja. Hozzátette, hogy a Waffen-SS és különösen a szervezet tudományos szekciója, az Ahnenerbe, intellektuális oázis volt a nemzetiszocialista rezsimen belül.
Dugin hamarosan kiadta saját folyóiratát Elementi címmel. Ebben dicsérte Jean-François Thiriart belga teoretikus munkásságát, aki egy Dublintól Vlagyivosztokig terjedő, az Indiai-óceánra is kijárattal rendelkező euro-szovjet birodalom létrehozásának a híve volt. A periodika folyamatosan magasztalta a cári Orosz Birodalmat és a sztálini Szovjetuniót, valamint kifejezte csodálatát Julius Evola munkássága iránt is.

## Ideológiája

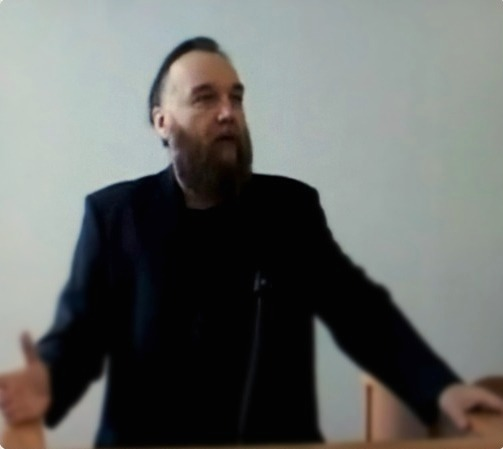
Dugin 2014-ben

Dugin elveti a liberalizmust és a Nyugat szerepét, különösen az Egyesült Államok hegemóniáját. Kinyilvánította: Mi Sztálin és a Szovjetunió oldalán állunk. Magát konzervatívnak tartja: „Mi, konzervatívok erős, szilárd államot akarunk, rendet és egészséges családot, pozitív értékeket, a vallás és az egyház megerősítését a társadalomban”. Továbbá: „Hazafias rádiót, TV-t, hazafias szakértőket, hazafias klubokat akarunk. Olyan médiát, ami a nemzeti érdekeket szolgálja”.
Marlène Laruelle politológus szerint Dugin a „fasizmus orosz módra”  ideológusa, szélsőséges eszméit különböző politikai és filozófiai tradíciókból gyűjti össze, mint az ezoterikus nácizmus, tradicionalista iskola/perennializmus, a weimari köztársaság idején dívó német konzervatív forradalom és az Európai Új Jobboldal.
Dugin Martin Heidegger filozófiáját alkalmazva a Dasein (emberi lét, ittlét) fogalmát geo-filozófiai koncepcióvá alakítja. Szerinte a liberális, kapitalista nyugati civilizáció a hübrisz hibájába esett, és a Föld lázadását jelenti az Ég ellen. A demokrácia, emberi jogok és individualizmus értékeit pusztán nyugati, és nem általános emberi értékeknek tartja.

## Eurázsianizmus, geopolitika
Dugin sokat foglalkozott egy eurázsiai birodalom gondolatával, ami képes lenne szembeszállni a Egyesült Államok vezette nyugati világgal. Ezzel összefüggésben 1993 és 1998 között társ-alapítója és egyik vezetője volt az ultranacionalista Nemzeti Bolsevik Pártnak (Eduard Venyiaminovics Limonovval), majd a Nemzeti Frontnak és az Eurázsia Pártnak. Dugin eurázsiai ideológiájának egyik fontos célja az összes oroszul beszélő népcsoport egyesítése egy államba. Dicsőítette az állam teljhatalmát az egyén felett, a 16. században Rettegett Iván által bevezetett opricsnyina végletesen elnyomó rendszerét, tagadta az emberek egyéni felelősségét. Nézeteit számos politológus fasisztának értékeli.
Dugin két éven át tanulmányozta Herman Wirth (1885–1981) német gondolkodónak, az Ahnenerbe nevű náci áltudományos kutatóintézet egyik alapítójának geopolitikai, szemiotikai, ezotérikus és árja elméleteit. Ennek alapján írta meg Giperborejszkaja Tyeorija (Hüperboreai elmélet) (1993) című könyvét, amelyben nagyrészt egyetértett Wirth eszméivel és azokat az eurázsianizmus lehetséges alapjának értékelte. Valószínűleg ez az egyik legátfogóbb ismertetése Herman Wirth elméleteinek a világon. Dugin terjesztette Wirthnek azt az állítását is, hogy ő megírta a zsidó nép és az Ótestamentum történetét, az úgynevezett Palestinabuch-ot, ami megváltoztathatta volna a világ történetét, ha nem lopták volna el.
Elviekben Eurázsia, és a mi térségünk, az orosz föld lesz a felvonulási területe az új antiburzsoá, Amerika-ellenes forradalomnak... Az új Orosz Birodalom a közös ellenség alapján jön majd létre, az atlantizmusnak, az Egyesült Államok stratégiai ellenőrzésének, a liberális értékek uralmának elutasítása alapján. Ez a közös civilizációs impulzus lesz az alapja a politikai és stratégiai egységnek.
Dugin 2012-ben meghívást kapott az orosz kormányzattól az ukrajnai narancsos forradalom elleni tömegtüntetésre, ahol tízezrek előtt mondott beszédet.
Drága orosz nép! A globális amerikai birodalom a világ összes országát az ellenőrzése alá akarja vonni. Bárhol beavatkoznak, senki engedélyét nem kérik. Az ötödik hadoszlop segítségével törnek előre, amitől azt várják, hogy uralhatják a természeti erőforrásokat és az embereket, országokat, kontinenseket. Megszállták Afganisztánt, Irakot, Líbiát, Szíriát és most Irán van soron. De az igazi céljuk Oroszország. Mi vagyunk az utolsó akadály előttük a gonosz globális birodalmának építésében...  Hogy ellenálljunk ennek a komoly veszélynek, egyesülnünk és mozgósítanunk kell! Emlékezzünk arra, hogy oroszok vagyunk! Évezredeken át védelmeztük szabadságunkat és függetlenségünket. Tengernyi vért ontottunk, sajátunkat és más népekét, hogy Oroszországot naggyá tegyük. És Oroszország nagy lesz! Másképpen egyáltalán nem fog létezni. Oroszország minden! Minden egyéb semmi!

## Vallása, világnézete

Az orosz inglizmus egyik jelképe

Dugint hat éves korában dédanyja megkereszteltette az orosz ortodox egyház rítusa szerint. 1999-ben hivatalosan csatlakozott az óhitűek szakadár csoportjához, amely elutasította az ortodox egyház 1652–1666 között bevezetett reformjait. Dugin eurázsiai filozófiája sokat merít a tradicionalista iskola és a Nouvelle Droite szélsőjobboldali áramlat tanaiból és mint ilyen közel áll az újpogánysághoz, annak is a szláv rodizmus (роднове́рие) áramlatához, különösen az anasztazianizmus és inglizmus formáihoz.
Világnézetére hatással vannak a hermetizmus, gnoszticizmus és a keleti vallások tanai. A negyedik politikai elmélet című könyvében felhív a keleti teológia és misztikus áramlatok követésére.
1997-ben esszét írt Andrij Romanovics Csikatilo szovjetunióbeli ukrán sorozatgyilkosról, akit a dionüszoszi „szentségek” gyakorlójaként ábrázol, amelynek során a gyilkos „metafizikai dualizmusban” egyesül megkínzott áldozatával.

### Homofóbia
Dugin a homoszexualitást a nyugati dekadencia egyik szimbólumának tartja. 2003-ban egy ukrán online újságnak adott interjújában figyelmeztette az ukránokat, hogy az atlanti modell átvétele kitenné őket „melegek, homoszexuálisok és a leszbikus házasság” jelenségeinek. Dugin homofób nézetei ironikus ellentétben állnak magánéletével: korábbi „nemzeti bolsevik” harcostársa, Eduard Venyiaminovics Limonov nyílt biszexuális volt, önéletrajzi regénye a meleg pornóval határos részeket tartalmaz, Dugin első felesége és fiának anyja, Jevgenyija Jevgenyjevna Gyebrjanszkaja pedig nyílt leszbikus és 1990-ben ő alapította az első orosz melegjogi csoportot.

## Nézetei Putyinról és Ukrajnáról
Dugin támogatja Putyin orosz elnök külpolitikáját, de bírálja gazdaságpolitikáját. 2007-ben kijelentette: „Nincs több ellenzője Putyin politikájának, vagy ha vannak, ők elmebetegek és klinikára kell küldeni őket. Putyin mindenütt, Putyin minden, Putyin abszolút és Putyin nélkülözhetetlen". A Kommerszant című lap olvasói Putyin második legnagyobb talpnyalójának szavazták meg. Kemény háborús álláspontot fogalmazott meg Ukrajnával szemben már 2014 előtt is, támogatta a Krím annexióját és a kelet-ukrajnai harcokat.
Dugin befolyását, hatását Putyinra gyakran eltúlozzák. Mark Galeotti 2022-ben úgy fogalmazott, hogy Dugin befolyása 2016 után az orosz politikára jelentéktelen, csak megpróbálja önmagát az előtérbe állítani.

## Szankciók
2015 márciusában az Egyesült Államok szankciók alá vonta Dugint az ukrajnai válságban való részvétele miatt. 2022 márciusában hasonló szankciót vetettek ki Dugin Geopolityika című sajtótermékére, valamint lányára, Darja Alekszandrovna Duginára, a United World International (UWI) weblap főszerkesztőjére is.

## Magánélete
Első felesége Jevgenyija Jevgenyjevna Gyebrjanszkaja melegjogi polgári aktivista volt. Egy fiuk született, Artur Dugin, aki Arthur Rimbaud tiszteletére kapta keresztnevét. Második feleségétől, Natalja Melentyevától született lánya, Darja Alekszandrovna Dugina. 2022 augusztusában ő autóbomba áldozata lett, amit nagy valószínűséggel apjának szántak.

## Műveiből
Magyarul megjelent az Eurázsiai küldetés című kötete (Kárpátia Stúdió Kft., 2022. ISBN 9786155374807), illetve hosszú részletek A geopolitikai alapjai című művéből az Oroszország és Európa – Orosz geopolitikai szöveggyűjtemény című kötetben (Budapest, Zrínyi, 2004). Számos könyvét kiadta angolul, illetve időnként németül a tradicionalista, szélsőjobboldali Arktos Media orosz kiadóvállalat.
- The Great Awakening vs the Great Reset, Arktos (2021)
- Political Platonism, Arktos (2019)
- Ethnos and Society, Arktos (2018)
- Konflikte der Zukunft – Die Rückkehr der Geopolitik, Bonus (2015)
- Ethnosociology, Arktos (2019)
- Martin Heidegger: The Philosophy of Another Beginning, Washington Summit (2014)
- Geopolityika Rossziji, Gaudeamus (2012)
- Last War of the World-Island: The Geopolitics of Contemporary Russia, Arktos (2015)
- Putin vs Putin, Arktos (2014)
- The United States and the New World Order (debate with Olavo de Carvalho), VIDE Editorial (2012)
- The Fourth Political Theory, Arktos (2012)
- Die Vierte Politische Theorie, Arktos (2013)
- The Rise of the Fourth Political Theory, Arktos (2017)
- Eurasian Mission: An Introduction to Neo-Eurasianism, Arktos (2014)
- Osznovi geopolityiki: geopolityicseszkoje buduscseje Rossziji, Arktogeia (1997)
- Metafizika blagoj vesztyi: Pravoszlavnij ezotyerizm, Arktogeia (1996)

### Magyarul
- A negyedik politikai eszme; ford., szerk. Baranyi Tibor Imre; Kvintesszencia, Debrecen, 2017
- Eurázsiai küldetés; ford. Szári Norbert; Kárpátia Stúdió, Köröstarkány–Balatonfőkajár–Bp., 2022

## Fordítás
- Ez a szócikk részben vagy egészben  az   Aleksandr Dugin című angol Wikipédia-szócikk ezen változatának fordításán alapul.  Az eredeti cikk szerkesztőit annak laptörténete sorolja fel. Ez a jelzés csupán a megfogalmazás eredetét és a szerzői jogokat jelzi, nem szolgál a cikkben szereplő információk forrásmegjelöléseként.